# Pretorska prefektura
Pretorska prefektura (latinsko praefectvra praetorio, grško  ἐπαρχότης τῶν πραιτωρίων  [éparhótes tõn praitoríon] ali ὑπαρχία τῶν πραιτωρίων [uparhía tõn praitoríon]) je bila največja upravna enota poznega Rimskega cesarstva, ki je obsegala več diocez, dioceza pa več provinc. Nastala je v med vladanjem cesarja Konstantina I. (vladal 306–337) in dosegla bolj ali manj končno obliko v zadnji tretjini 4. stoletja. Obdržala se je do 7. stoletja, ko so Heraklijeve reforme zmanjšale pristojnosti prefektov, in muslimanskih osvajanj in vdorov Slovanov, ki so prisilila Bizantinsko cesarstvo k uvedbi vojaških okrožij – tém. Elementi upravnega aparata prefekture so se v Bizantinskem cesarstvu ohranili do prve polovice 9. stoletja.

## Zgodovina
Položaj pretorskega prefekta ima dolgo zgodovino, saj je nastal na samem začetku Rimskega imperija. Na začetku sta bila na tem položaju dva zaporedna poveljnika pretorijske straže, potem pa so ga zasedli cesarjevi glavni svetovalci in si prigrabili velika upravna in sodna pooblastila. Natančen proces preoblikovanja položaja pretorja v glavnega civilnega upravitelja posebne upravne enote je še vedno nejasen. Na splošno velja zmotno prepričanje, ki temelji na Zosimovih pričevanjih, da je pretorske prefekture kot definitivne ozemeljske upravne enote ustanovil Konstantin I. leta 318 ali 324 po svoji zmagi nad Licinijem.
V tetrarhiji se je zaradi povečanja števila cesarjev – dva višja cesarja (augustus) in dva nižja cesarja (caesar) – povečalo tudi število imetnikov pretorskega položaja. Na začetku sta bila istočasno  samo dva prefekta, ki sta bila podrejena avgustoma. V tem obdobju je bila moč prefekta še vedno ogromna. Po besedah A.H.M. Jonesa je bil prefekt "nekakšen veliki vezir in cesarjev namestnik z velikimi pooblastili v skoraj vseh sferah državne, vojne, pravosodne, finančne in splošne državne uprave. Bil je cesarjev načelnik štaba, generalni pribočnik in  glavni intendant". Po Dioklecijanovem odstopu leta 305 je med socesarji izbruhnila državljanska vojna, v kateri je vsak tekmec za rimski prestol imenoval svojega prefekta. Takšen vzorec je veljal tudi v obdobju, ko sta si cesarstvo delila Licinij in Konstantin I.
Po Konstantinovi zmagi nad Licinijem  in združenju imperija pod njegovo oblastjo se je položaj prefekta preoblikoval. Vojaške dolžnosti prefekta sta prevzela novoustanovljena vojaška  poveljnika  magister peditum (pehota) in magister equitum (konjenica). Poleg  niju je bil kot protiutež prefektu ustanovljen še močan položaj magistra officiorum,  ki je bil načelnik državne birokracije in civilnih služb.  Reforme so bile po eni strani posledica pomanjkanja uradnikov, primernih za zahtevne naloge prefekta, po drugi strani pa želje po zmanjšanju nevarnosti, ki so jo za cesarja predstavljali močni prefekti. Položaj prefekta se je z reformo preoblikoval v popolnoma upravni položaj, vendar je v državni hierarhiji ohranil položaj tik pod samim cesarjem. Druga pomembna razlika, v primerjavi s tetrarhijo, je bilo povečanje imetnikov položaja: okoli leta 332 je bilo dokazano nič manj kot pet prefektov. Takšen razvoj je bil verjetno povezan z ozemlji oziroma upravami  Konstantinovih  sinov, ki so po očetovi smrti nasledili ozemlje imperija. Na tej osnovi so nastale tudi kasnejše geografske prefekture.
Po Konstantinovi smrti leta 337 so si cesarstvo razdelili njegovi trije preživeli sinovi Konstancij, Konstantin in Konstans. Ker je vsak novi avgust imel svojega pretorskega prefekta, je ta delitev postopoma postala usnova, iz katere so se razvile trajne pretorske prefekture: zahodna prefektura Galija (dioceze Galija, Viennensis, Hispanija in Velika Britanija), osrednja prefektura Italija, Ilirik in Afrika (dioceze Italija, Afrika, Panonija, Dakija in Makedonija) in prefektura Vzhod (dioceze Trakija, Azija, Pont in Oriens). Egipt je do leta 367 spadal v diocezo Oriens. Z ustanovitvijo samostojne prefekture Ilirik (dioceze Panonija, Dakija in Makedonija) leta 356–357 in njeni občasni ukinitvi navkljub, je bila delitev, opisana v 5. stoletju v Notitii dignitatum, dokončna. Edina večja sprememba je bila odcepitev dioceze Panonije, ki se je preimenovala v diocezo Ilirik, iz prefekture Ilirik in njena vključitev v prefekturo Italijo leta 379. Dioceza Italija je bila razdeljena na dva dela: Italijo na severu in Suburbicario (»pod mestom (Rimom)«) na jugu Apeninskega polotoka. V slednjo so spadali tudi otoki Sicilija, Korzika in Sardinija. Diocezi Galija in Dakija nista imeli svojega vikarja, ker sta bila tam nastanjena njuna pretorska. Sedež prefekta Italije je bil v Milanu, vikarja Ilirika pa v Sirmiju. Kadar je bil prefekt stalno nastanjen v Sirmiju, so vikarja v Sirmiju ukinili in za to obdobje imenovali vikarja v Milanu.
V 5. stoletju so Zahodnorimsko cesarstvo preplavila germanska plemena. Prefektura Italija se je kljub temu ohranila tudi v novem ostrogotskem Italskem kraljestvu, ki je bilo de iure še vedno del Rimskega imperija. Ostrogotski kralj Teodorik Veliki je v majhnem delu Galije, ki ga je osvojil v 510. letih,  celo ponovno ustanovil prefekturo Galijo. Ko je Bizantinsko cesarstvo v vandalskih vojnah leta 533–534 ponovno osvojilo severno Afriko, je cesar Justinijan I. njeno ozemlje vključil v novoustanovljeno  pretorsko prefekturo Afriko, ki se je kasneje preoblikovala v Afriški eksarhat. Po gotskih vojnah so ponovno vzpostavili tudi pretorsko prefekturo Italijo, ki se je kasneje preoblikovala v eksarhat.  
V Bizantinskem cesarstvu so prefekture delovale do sredine 7. stoletja, ko je cesarstvo izgubilo večino vzhodnih provinc zaradi arabskih osvajanj, na Balkanu pa zaradi vdora slovanskih plemen. Cesarstvo je namesto prefektur vzpostavilo sistem vojaških okrožij – tém. V vmesnem obdobju so Heraklijeve reforme prefektu odvzele  številne finančne službe in jih preoblikovale v neodvisne urade pod vodstvom logotetov. Zadnji prefekti na vzhodu so bili imenovani z zakonom iz leta 629. Po mnenju nekaterih znanstvenikov so nekateri ostanki sistema živeli še v zgodnjem 9. stoletju: Ernst Stein je dokazal, da so nekateri vidiki prefekture Ilirik preživeli v upravi Soluna, John Haldon pa je dokazal, da so se v precejšnji meri ohranili tudi v zgodnjih civilnih pokrajinskih upravah v tematskem sistemu. Prefekt v Konstantinoplu je morda uradoval vse do 840. let.

## Pooblastila prefekta
Pretorski prefekti so bili sprva pripadniki konjeniškega viteškega reda (ordo equester). S Konstantinovimi reformami so postali pretorski položaji rezarvirani za pripadnike senatorskega družbenega razreda. Ugled in poblastila pretorjev so dosegla najvišjo možna raven, tako da so jih takratni pisci imenovali »vrhovni funkcionarji«. V razdeljenem cesarstvu sta bila dva višja prefekta, v Italiji in na Vzhodu. Nastanjena sta bila na dvorih avgustov in delovala kot njuna prva ministra. Prefekta Ilirika in Galije sta imela položaj nižjega prefekta.
Prefekti so imeli popoln nadzor nad večino vidikov upravnega aparata v svojih provincah, tako da se je z njimi lahko primerjal samo magister officiorum. Prefekti so imeli vlogo vrhovnega upravnega in sodnega uradnika, ki je obstajal že v času Septimija Severja, in vrhovnega finančnega uradnika, ki je bil odgovoren za državni proračun. V vlogi sodnikov so imeli pravico soditi v cesarjevem imenu (vice sacra). Njihova razsodba je bila, za razliko od guvernerjeve, dokončna. 
Njihovi uradi so bili razdeljeni v dve glavni kategoriji: schola excerptorum, ki so nadzirali upravne in sodne zadeve, in scriniarii, ki so nadzirali finančni sektor.